# ISS Car Company
ISS Car Company war ein britischer Hersteller von Automobilen.

## Unternehmensgeschichte
Peter Iredale, der auch Protoflight leitete, gründete 1984 das Unternehmen in Gillingham in der Grafschaft Dorset. Er begann mit der Produktion von Automobilen und Kits. Der Markenname lautete Kestrel. 1988 endete die Produktion. Laut einer Quelle fertigte ISS nur bis 1985, und von 1985 bis 1988 Dovetail Plastics. FES setzte die Produktion unter eigenem Markennamen fort. Laut einer Quelle folgte darauf noch Cartell, wobei der Markenname nicht überliefert ist. Insgesamt entstanden etwa 15 Exemplare.
Die Verbindung zu Kestrel Cars, die von 1984 bis 1985 ebenfalls Fahrzeuge herstellten und den gleichen Markennamen verwendeten, ist unklar.

## Fahrzeuge
Im Angebot stand nur ein Modell. Dies war ein Roadster im Stile der 1930er Jahre. Die Basis der Fahrzeuge bildete das überarbeitete Fahrgestell vom VW Käfer. Darauf wurde eine einteilige Karosserie aus Fiberglas montiert. Die Türen bestanden aus besonders dickem, doppelwandigen GFK. Die Roadster-Karosserie bot Platz für zwei Personen. Der Vierzylinder-Boxermotor vom VW Käfer war im Heck montiert und trieb die Hinterachse an.